# Ennometes lacordairei
Ennometes lacordairei là một loài bọ cánh cứng trong họ Callirhipidae. Loài này được Pascoe miêu tả khoa học đầu tiên năm 1866.